# 연 실험

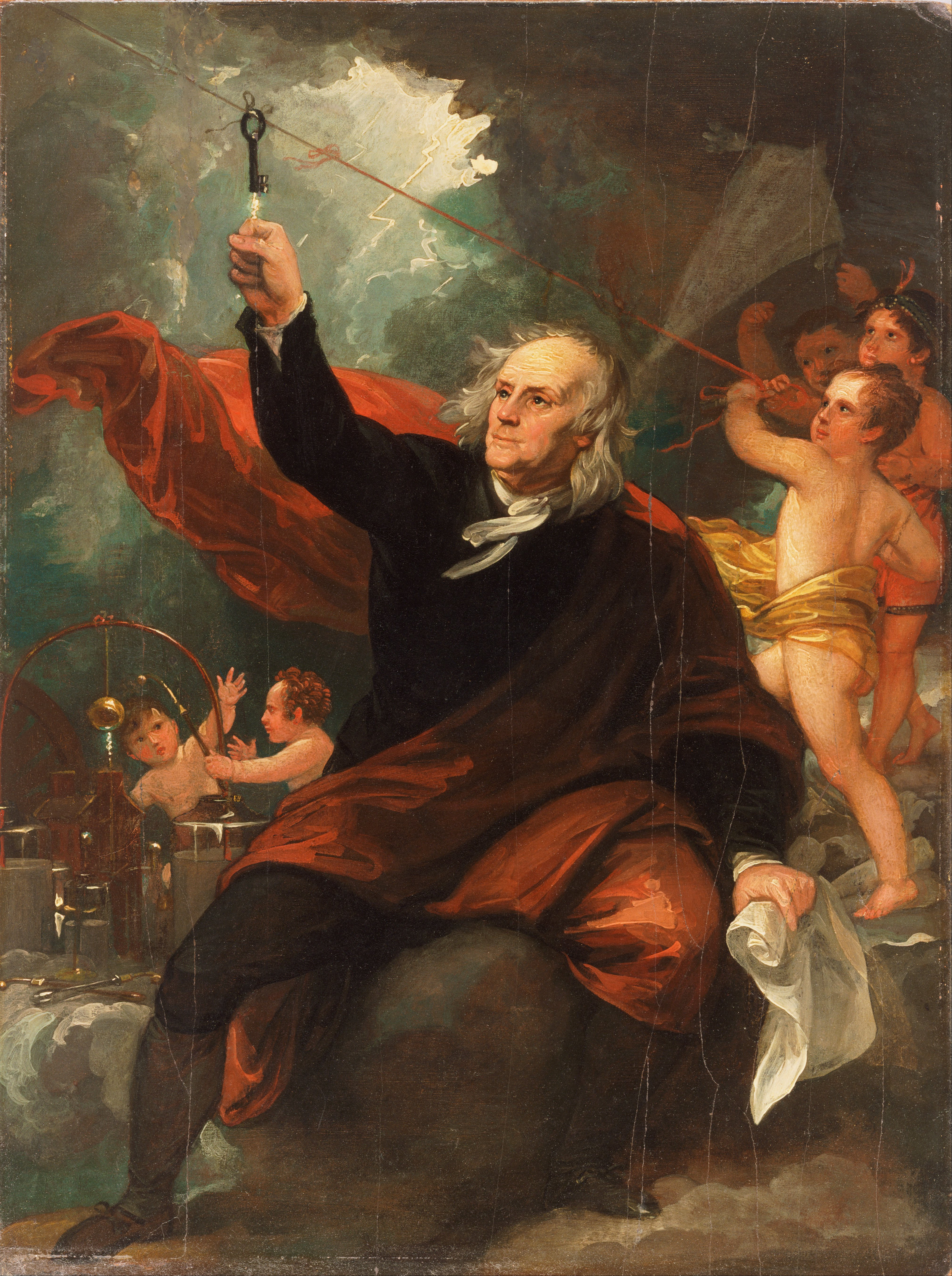
벤저민 웨스트가 벤저민 프랭클린의 연 실험을 예술적으로 묘사한 그림인 Benjamin Franklin Drawing Electricity from the Sky, c. 1816

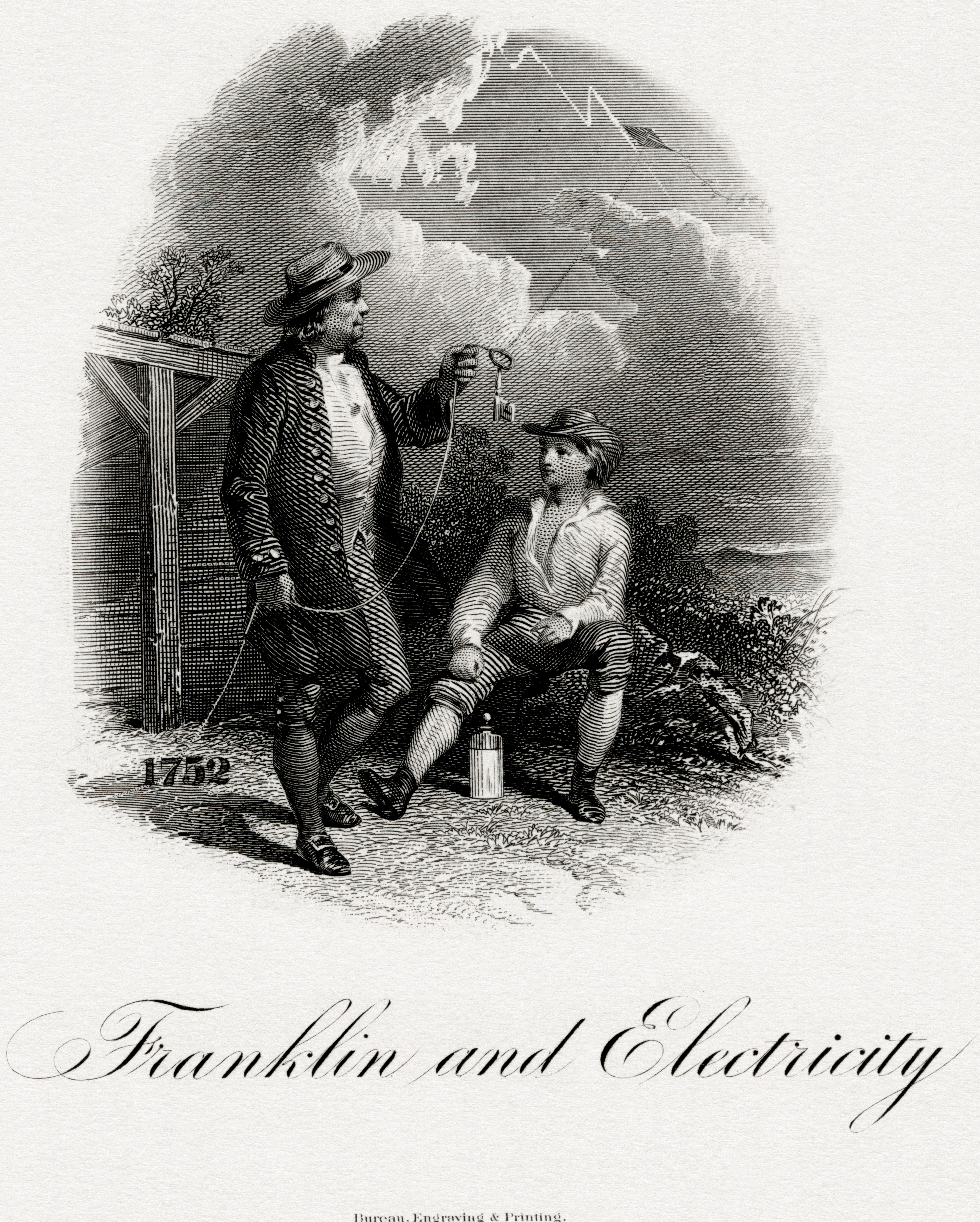
BEP는 1860년대부터 1890년대까지 10달러 국립은행권에 사용된 프랭클린과 전기의 삽화(c. 1860)를 새겼다.

연 실험(영어: Kite experiment)은 뾰족한 전도성 와이어가 꼭대기에 부착된 연을 천둥구름 근처에 띄워 공기에서 정전기를 모으고 젖은 연 줄을 따라 지상으로 전도하는 과학 실험이다. 이 실험은 1752년 벤저민 프랭클린이 처음 제안했으며, 그의 아들 윌리엄의 도움을 받아 실험을 수행했다고 전해진다. 이 실험의 목적은 당시 아직 이해되지 않았던 번개와 전기의 본질을 조사하는 것이었다. 추가적인 지상 실험과 결합하여, 연 실험은 번개와 전기가 같은 현상의 결과임을 입증했다.

## 배경
장앙투안 놀레의 추측으로 인해 1749년 보르도에서 번개의 전기적 본질에 대한 문제가 상금 문제로 제기되었다. 1750년에는 드니 바르베레의 논문이 보르도에서 상을 받으면서 프랑스에서 공개적인 논의의 대상이 되었다. 바르베레는 마찰전기 효과와 일치하는 원인을 제안했다. 같은 해, 프랭클린은 고지대에 번개가 끌린다는 이전의 회의론을 뒤집었다. 물리학자 자크 드 로마도 같은 해에 비슷한 아이디어를 담은 mémoire를 썼고 나중에 프랭클린과는 독립적임을 주장하며 이를 옹호했다.

## 피뢰침 실험
1752년, 프랭클린은 번개를 초기 형태의 축전기인 라이덴병으로 끌어들이기 위해 전도성 막대를 사용하는 실험을 제안했다. 이러한 실험은 1752년 5월 프랑스 북부의 마를리 라 빌에서 토마스-프랑수아 달리바르에 의해 수행되었다. 이 실험을 재현하려던 시도는 1753년 8월 상트페테르부르크에서 게오르크 빌헬름 리히만을 죽음에 이르게 했다. 그는 구상번개의 희생자로 여겨졌다. 프랭클린 자신은 1752년 6월에 필라델피아의 크라이스트 교회 첨탑 꼭대기에서 이 실험을 수행했다고 전해진다. 그러나 크라이스트 교회의 첨탑은 1754년까지 추가되지 않았다.

## 프랭클린의 연 실험
조지프 프리스틀리의 기록에 따르면, 프랭클린의 연 실험은 1752년 6월 필라델피아에서 수행되었다. 프랭클린은 1752년 10월 19일 펜실베이니아 가제트에 실험에 대해 설명했지만 자신이 직접 수행했다는 언급은 하지 않았다. 이 기록은 12월 21일 왕립학회에서 낭독되었고, 필로소피컬 트랜잭션스에 그대로 인쇄되었다. 프랭클린의 실험에 대한 더 완전한 기록은 1767년에 프리스틀리가 제공했는데, 프리스틀리가 책을 쓸 때 프랭클린이 런던에 있었으므로 프리스틀리가 프랭클린에게서 직접 자세한 내용을 들었을 것으로 추정된다.
1767년 프리스틀리의 기록에 따르면, 프랭클린은 전도성 막대 사용의 위험성을 깨닫고 대신 연에 부착된 젖은 삼베 줄의 전도성을 사용했다. 그 결과, 그는 땅에 남아 아들이 근처 헛간의 덮개 아래에서 연을 날리도록 했다. 이를 통해 프랭클린과 그의 아들은 연의 비단 줄을 건조하게 유지하여 절연 상태를 유지할 수 있었고, 연에 연결된 삼베 줄은 비에 젖어 전도성을 제공하게 했다. 삼베 줄에는 집 열쇠가 부착되어 라이덴병에 연결되었고, 그곳에 비단 줄이 부착되었다. "이 열쇠로 그는 병을 충전하고, 그렇게 얻은 전기 불꽃으로 정신을 불태우고, 흥분된 구나 관으로 보통 수행되는 다른 모든 전기 실험을 수행했다." 일반적으로 알려진 것과는 달리, 연은 눈에 보이는 번개에 맞지 않았다. 만약 그랬다면 프랭클린은 거의 확실히 죽었을 것이다. 그러나 프랭클린은 연 줄의 느슨한 실들이 서로 밀어내는 것을 알아차리고 라이덴병이 충전되고 있음을 추론했다. 그는 열쇠 근처에 손을 대어 전기 불꽃을 관찰했고, 이는 번개의 전기적 본질을 증명했다.